# Photino
En physique des particules, le photino est le partenaire supersymétrique du photon, une particule hypothétique jusqu'à nouvel ordre.
Comme tous les superpartenaires de bosons, le photino est un fermion. Il fait partie des hypothétiques WIMPs (weakly interacting massive particles, « particules massives interagissant faiblement »).